# Атака Бонгклауд
Атака Бонгклауд або дебют Бонгклауд  (англ. Bongcloud – хмара [диму] від бонгу) — це неортодоксальний шаховий дебют, який складається з ходів:
1. e4 e5
2. Ke2?
Дебют вважається жартівливим і асоціюється з шаховим інтернет-гумором. Оскільки це невдалий хід, його використання може призвести до створення проблем для себе. Стрімери Twitch, такі як гросмейстер Хікару Накамура, використовували його в бліц-шахах онлайн, у тому числі в іграх проти суперників високого рівня, як і чемпіон світу з шахів Магнус Карлсен. Ця назва також була застосована до інших початкових послідовностей, у яких один із гравців переміщує короля на другому ходу.

## Історія
Вважається, що ім’я дебюту походить від користувача Chess.com «Lenny_Bongcloud», який використовував його з невеликим успіхом; або ж загалом з посиланням на бонг – пристрій, який використовується для куріння канабісу. Використанню дебюту в шаховому гуморі сприяв жартівливий посібник Ендрю Фаббро Перемагати Бонгклаудом.
Хід короля порушує прийняті принципи шахової стратегії: відмова від рокіровки, перешкоджання руху як ферзя, так і білопільного слона, залишення короля відкритим, втрата темпу і загалом ніякого покращення позиції білих. Відсутність ніяких позитивних рис, на відміну від деяких інших сумнівних дебют, ставить Бонгклауд далеко за межі звичайної практики. У своєму Twitter англійський гросмейстер Найджел Шорт описав відкриття як «образу шахів».

## Використання на високому рівні
Хікару Накамура використовував атаку Бонгклауд в онлайн-бліц-іграх. Він проводив трансляції гри лише цим дебютом на новому акаунті Chess.com і досяг рейтингу 3000. У 2018 році Накамура тричі грав Бонгклауд проти гросмейстера Левона Ароняна під час чемпіонату з швидкісних шахів Chess.com, вигравши одну з трьох ігор і програвши дві інші. Накамура також грав Бонгклауд проти гросмейстера Володимира Доброва та гросмейстера Веслі Со під час чемпіонату зі швидкісних шахів 2019 року, вигравши обидва ці матчі. 19 вересня 2020 року Накамура використав дебют проти гросмейстера Джеффрі Сюна у фінальному раунді онлайн-турніру Сент-Луїс Рапід і Бліц і виграв гру.
15 березня 2021 року Магнус Карлсен, граючи білими, почав з Бонгклаудом у грі проти Накамури на Magnus Carlsen Invitational. Накамура віддзеркалив дебют з 2. ... Ke7, що призвело до позиції, яку назвали «Подвійний Бонгклауд». Гра була навмисно розіграна внічию шляхом потрійного повторення після того, як гравці відразу повторили ходи. Гра відбулася в останньому раунді попереднього етапу турніру, і обидва гравці вже пройшли кваліфікацію до наступного етапу плей-оф, що робило гру неважливою. Це стало першим зареєстрованим випадком 1. e4 e5 2. Ke2 Ke7 у великому турнірі.
Незважаючи на очевидні недоліки, використання такого «жартівливого» початку також може мати психологічний вплив: після перемоги Карлсена над Веслі Со на бліц-турнірі 2020 року, де він зіграв 1.f3 (дебют Барнса), а потім 2. Kf2  –  варіант, який також називають «Бонгклауд»  –  Со зауважив, що поразка у грі після такого дебюту мала нищівний вплив.